# 旺福 (專輯)
《旺福》為台灣樂團旺福的第二張專輯，於2004年7月30日由豐華唱片發行。此張專輯開始正式投入主流市場，但依舊延續前一張專輯輕鬆無厘頭的音樂風格，同時也第一次嘗試台語創作《肝功能衰竭》。《胖妞的怒吼》獲選為中華音樂人交流協會2004年十大單曲，專輯也獲選為2004年十大專輯，並且也讓旺福樂團入圍第十六屆金曲獎最佳樂團。

## 曲目
1. 迷你裙
2. Party Party
3. 先生
4. 水蜜桃輓歌
5. 胖妞的怒吼
6. 肝功能衰竭
7. 上海花
8. 晴天娃娃
9. 環遊世界
10. 史上最小軍團
11. 旺福進行曲II